# Joerns
Joerns, Thiem en Cyclone zijn Amerikaanse historische merken van motorfietsen van dezelfde fabrikant. 
De bedrijfsnaam was: Joerns-Thiem Motor Co., American National Bank Building, Saint Paul (Minnesota).

## Thiem en Joerns
Joerns-Thiem begon in 1903 met de productie van motorfietsen, waarschijnlijk alleen nog onder de naam "Thiem". Het betrof toen al zware V-twin- van 890- en 996 cc, maar er was ook een 550cc-eencilinder. De machines kregen al vroeg een tweeversnellingsbak. Tussen 1910 en 1915 werden de machines (ook) onder de naam "Joerns" aangeboden.

## Cyclone
De Cyclone-motorfietsen die in 1912 op de markt kwamen hadden door de Zweed Andrew Strands ontwikkelde, zeer vooruitstrevende 996cc-OHC V-twins met koningsassen en een blokhoek van 42°. Dit waren de eerste in serie gebouwde kopklep V-twins. Aan de aandrijfzijde liep de massieve krukas in vier kogellagers, aan de koningsaszijde in twee kogellagers. De achterste koningsas dreef tevens de oliepomp aan. De ontstekingsmagneet werd door kort derde koningsasje aan de voorkant van de motor aangedreven. De smeedijzeren vliegwielen hadden spaken en ook de drijfstangen waren gesmeed. De kleppen stonden onder een hoek van 70° en de bougies zaten aan de zijkant van de verbrandingsruimte precies tussen de kleppen. Een complete motorfiets woog 121 kg, en de enige uit staal vervaardigde componenten waren zo klein en licht mogelijk gemaakt. Een probleem met de motor was de smering van het kleppenmechanisme bij hoge toerentallen, tot in 1916 de tuimelaars en de smering van de cilinderkop werden veranderd. In dat jaar werd het bedrijf gesloten. Er waren toen ca. 3.000 motorfietsen verkocht.
Hoewel er veel races met de Board track racers werden gewonnen, bleef commercieel succes uit. In 1920 en 1922 werden mislukte pogingen gedaan het merk terug te brengen.
De fabrieksracers die na de Eerste Wereldoorlog werden ingezet werden meestal bestuurd door marinesergeant Parker Abbott. Later verdween Abbott met collega coureur Noel Bullock in een vliegtuig voor de Mexicaanse kust. Van hen werd nooit meer iets vernomen.

## Cyclone 1899
Al in 1899 bestond er een merk met deze naam, dat motorfietsen produceerde met een paralleltwin die 500 tpm draaide en op petroleum liep. De vestigingsplaats van dit merk is niet bekend.

## Afbeeldingen

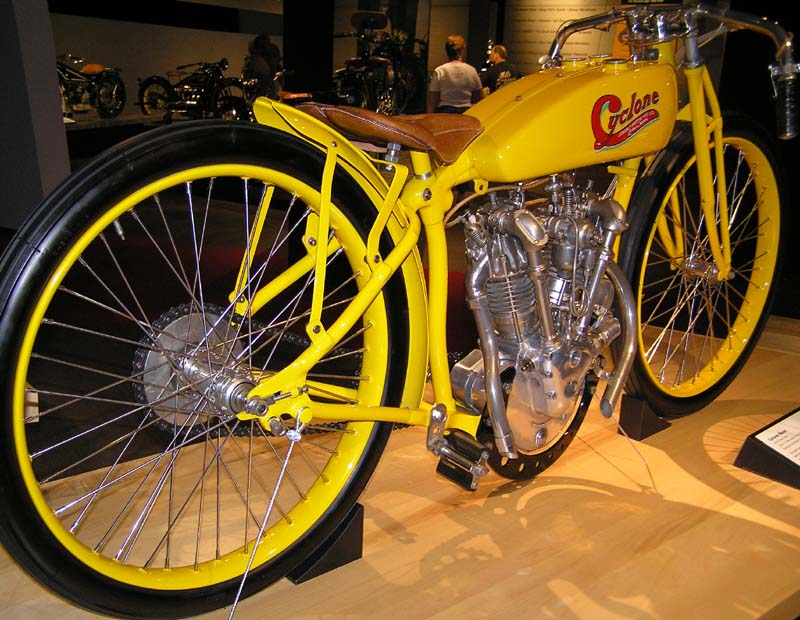
Cyclone 1000 cc board track racer uit 1914
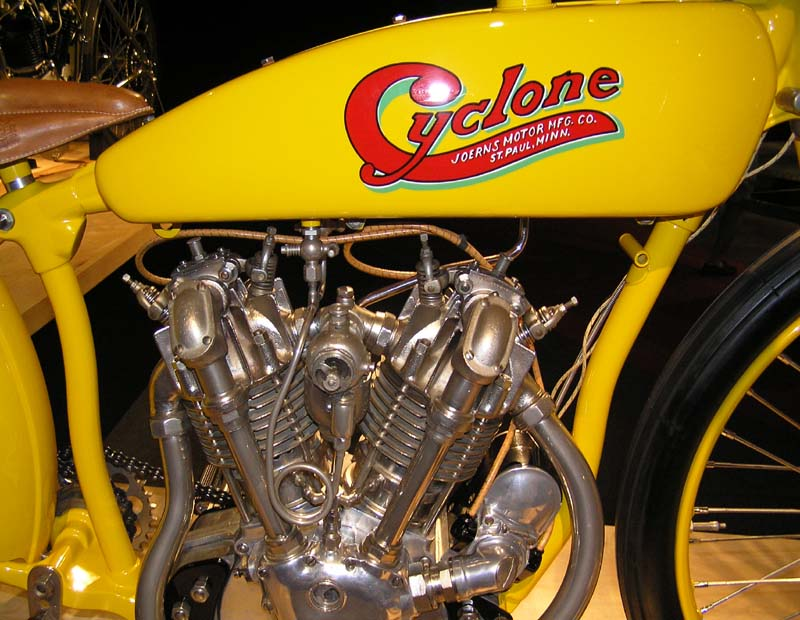
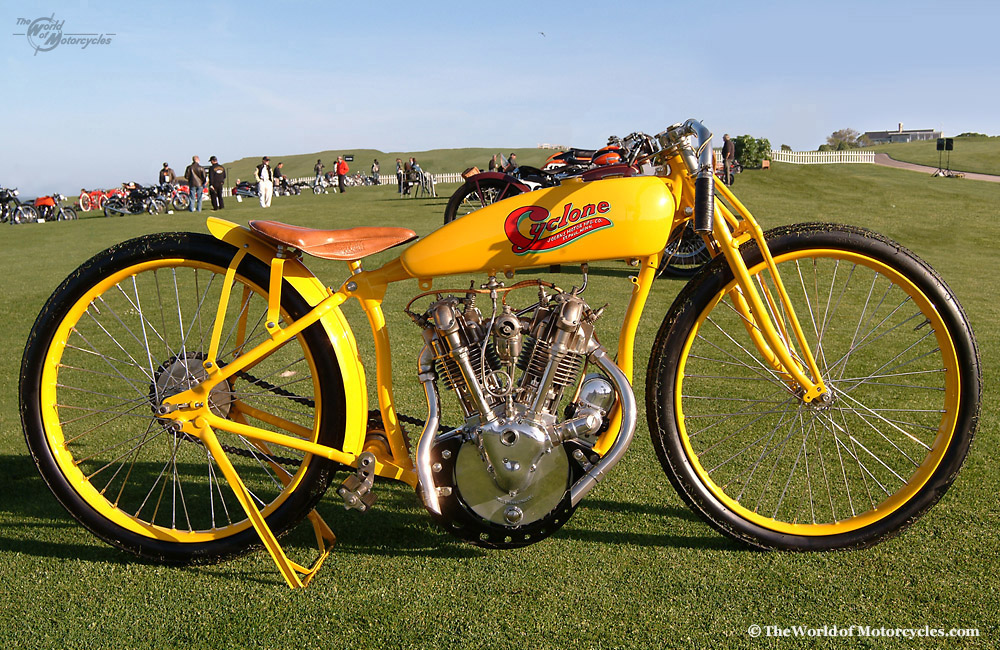